# Армілярна сфера

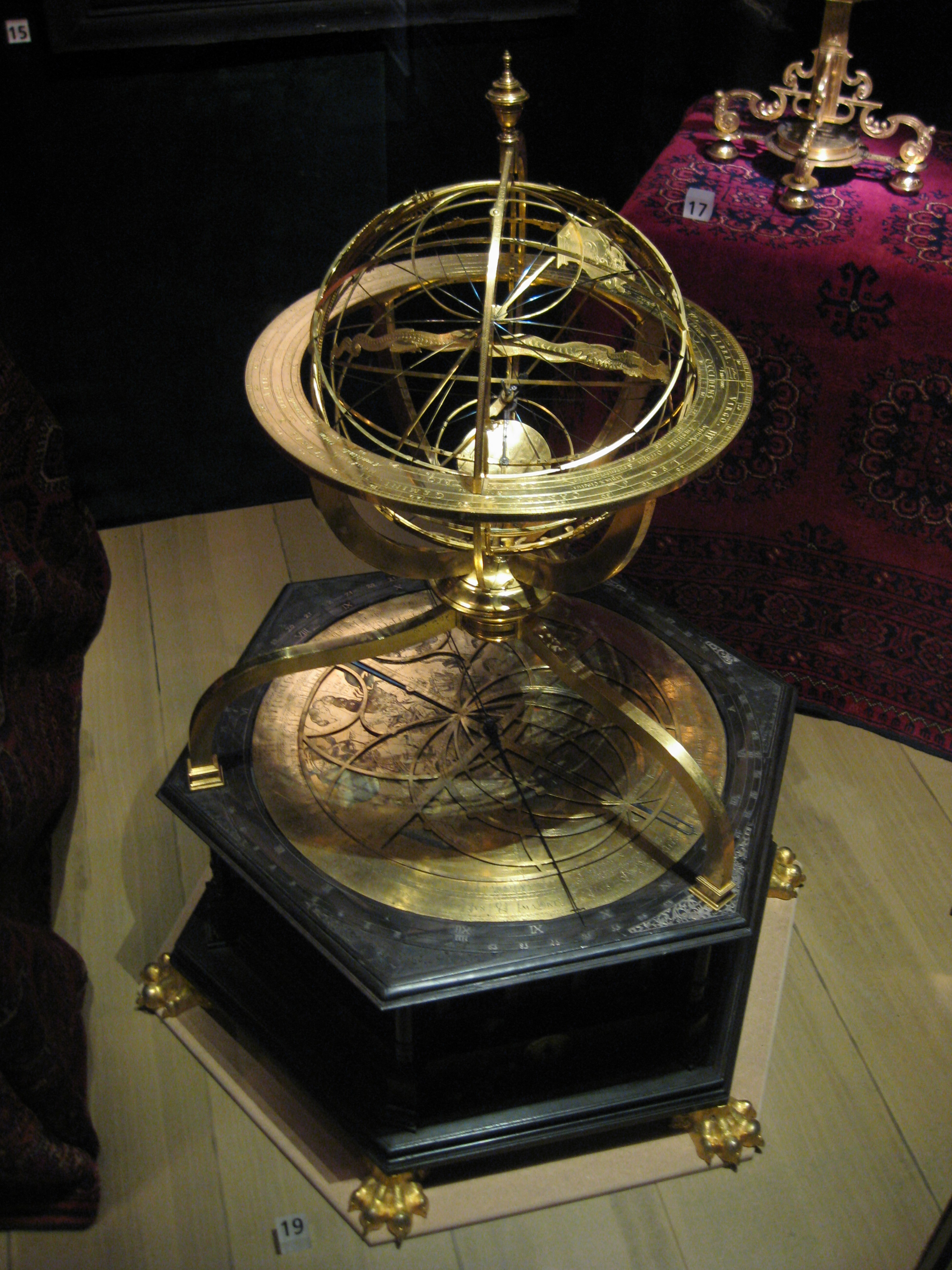
Йост Бюргі і Антоніус Айзенгойт: Армілярна сфера з астрономічним годинником, виготовлена в 1585 р. в м. Кассель, зараз у Скандинавському музеї у Стокгольмі

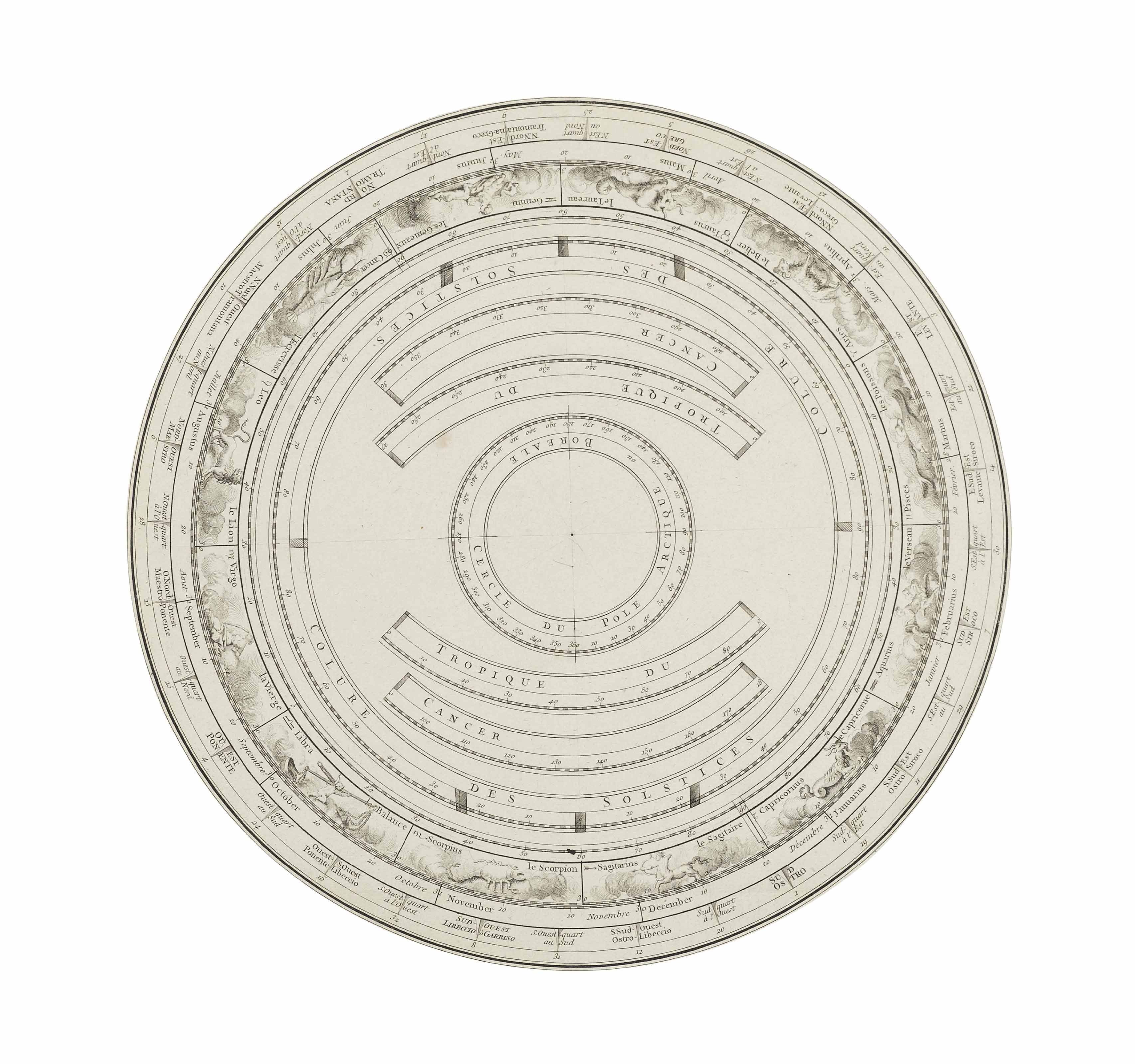
Заготовка для деталей армілярної сфери, роботи Жиля Робера де Вугонді, 1754 р.

Армілярна сфера (ще відома як сферична астролябія, армілла) — астрономічний інструмент, який використовували для визначення координат небесних світил. Армілярна сфера є моделлю об'єктів на небесній сфері із Землею в центрі, і складається з сфери, складеної із рамок і кілець, які представляють лінії небесної довготи і широти та виконують інші астрономічно важливі функції, наприклад, показують коло екліптики. Основною функцією цього пристрою є відображення карти сузір'їв з можливістю визначати їхнє місце розташування і координати в різні періоди часу.
Типи армілярних сфер можна розділити на дві основні категорії: обсерваційні, які використовувались Птолемеєм і Тихо Браге; і демонстративні. Обидва типи складаються з ряду кілець (лат. armillae), які моделюють круги небесної сфери.

## Загальний опис і використання

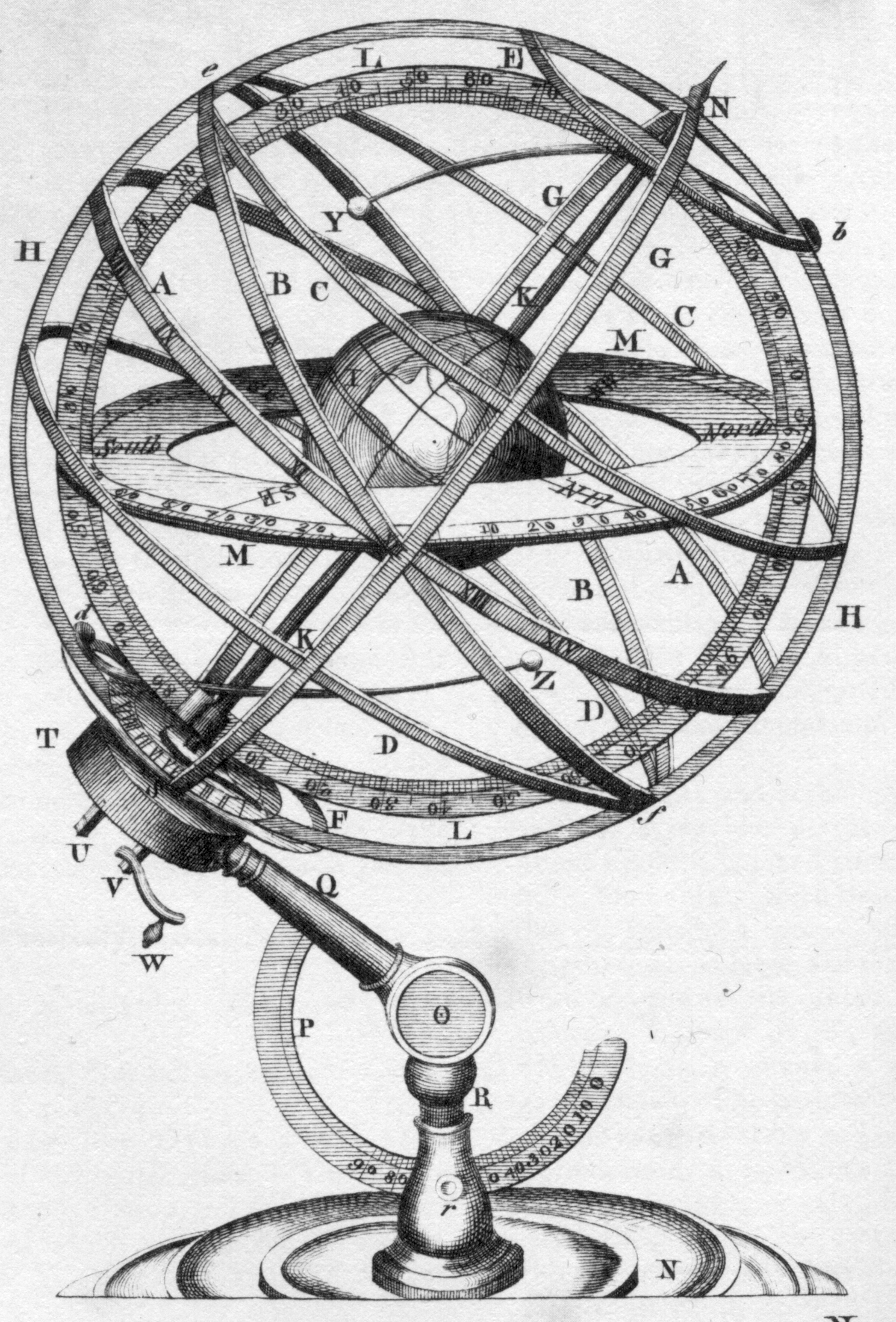
Діаграма армілярної сфери

Зовнішня частина цього механізму являє собою складну систему латунних кілець, які представляють собою основні кола небесної сфери.
1. Коло рівнодення, розділене на 360 градусів (початок відліку на перетині з екліптикою в сузір’ї Овна), показує пряме піднесення Сонця в градусах і годинах.
2. Екліптика B, має шкалу розділену на 12 знаків зодіаку, з секторами по 30 градусів кожен, а також у шкалу з нанесеними місяцями і днями року, таким чином, що точка екліптики, в якій знаходиться Сонце, в будь-який конкретний день, знаходиться над конкретним днем у колі місяців.
3. Зворотник (тропік) Рака C, перетинає екліптику на початку сузір’я Рака в точці e, і  Зворотник Козерога D, перетинає екліптику на початку Козерога в точці f. Кожне коло відстоять на 23½ градусах від екваторіального кола.
4. Північне полярне коло E, і Південне полярне коло F, кожне відстоїть на 23½ від відповідного полюсу в точках N і S.
5. Колюр рівнодення G, проходить через північний і південний полюси N і S, і точки весняного і осіннього рівнодення, у сузір’ях Овна і Терезів в площині екліптики.
6. Колюр сонцестояння H, проходить через північний і південний полюси, а також точки сонцестояння в сузір’ях Рака і Козерога, на лінії екліптики. Колюри поділені на квадранти з 90˚ шкалою від точок рівнодення до полюсів світу, і позначають схилення Сонця, Місяця і зірок від екліптики e і f до полюсів b і d в кожному кварталі, показуючи таким чином широту зірок.
Поруч із північним полюсом екліптики знаходиться гайка b, до якої кріпиться один кінець дроту з квадратним перетином, на іншому кінці якого знаходиться невелике зображення Сонця Y. Сонце при повороті гайки обертається вздовж екліптики B—B. На південному плюсі екліптики знаходиться гайка d, до якої за допомогою іншого дроту прикріплена невелика модель Місяця Ζ, яка може обертатися по колу вручну. Для того, щоб змусити його рухатись по орбіті, існує окреме пристосування, яке перетинає екліптику під кутом 5 ⅓ градусів, до двох протилежних точок на екліптиці, які називаються вузлами місячної орбіти. У внутрішній частині цієї арматури з кілець знаходиться невелика модель земної кулі J, яка фіксується на осі К, що проходить від Північного полюсу до Південного полюсів небесної сфери в N і S, перетинаючи земний глобус у відповідних точках n і s.
На цій осі закріплений плаский небесної меридіан L—L, який може бути встановлений безпосередньо на основному меридіані в будь-якому місці земної кулі. Цей плаский меридіан має таку саму шкалу, як і на меридіані основного глобусу, і використовується за тим самим принципом. Також на одній площині з центром земного глобусу знаходиться рухомий горизонт М, який обертається на двох міцних осях, які сполучають з його східну і західну точки з земною кулею в двох протилежних точках екватора. Земний шар можна повернути вручну довкола осі, так щоб розмістити відповідний меридіан під небесним меридіаном L. Горизонт має на своєму зовнішньому краї шкалу в 360 градусів, на яку також нанесені спеціальні відмітки для компаса – румби, що дає можливість виміряти координати сонця і луни в градусах і румбах. На південному полюсі сфери є фіксоване коло в 25 годин, а на осі є покажчик, який обертається навколо цього кола разом з сумісно з глобусом, якщо його обертати навколо своєї осі.
Уся ця конструкція встановлюється на п'єдесталі N, і може підніматися або опускатися за допомогою з’єднання O, на будь-який кут в діапазоні від 0 до 90 градусів, який вимірюється за допомогою арки P, яка в свою чергу закріплена на міцному важелі Q.

## Інтернет-ресурси
- Starry Messenger [Архівовано 12 жовтня 2014 у Wayback Machine.]
- AstroMedia* Verlag in Germany offers a cardboard construction kit for an armillary sphere ("Das Kleine Tischplanetarium") [Архівовано 24 березня 2021 у Wayback Machine.]